# Cremospermopsis cestroides
Cremospermopsis cestroides är en tvåhjärtbladig växtart som först beskrevs av Karl Fritsch, och fick sitt nu gällande namn av L.E. Skog och L.P. Kvist. Cremospermopsis cestroides ingår i släktet Cremospermopsis och familjen Gesneriaceae. Inga underarter finns listade i Catalogue of Life.